# Résolution 2085 du Conseil de sécurité des Nations unies
Membres permanents
- Chine
- États-Unis
- France
- Royaume-Uni
- Russie

Membres non permanents
- Afrique du Sud
- Allemagne
- Azerbaïdjan
- Colombie
- Guatemala
- Inde
- Maroc
- Pakistan
- Portugal
- Togo

Résolution no 2084 Résolution no 2086
La résolution 2085 du Conseil de sécurité des Nations unies datée du 20 décembre 2012 est une résolution du Conseil de sécurité des Nations unies ayant pour objet le Conflit malien de 2012-2013. Elle prévoit la création de la Mission internationale de soutien au Mali sous conduite africaine.

## Texte
- Résolution 2085 Sur fr.wikisource.org
- Résolution 2085 Sur en.wikisource.org